# Rhyolite (Nevada)
Pour les articles homonymes, voir Rhyolite (homonymie).
Rhyolite est une ville fantôme située au Nevada sur la HGW 374 entre la ville de Beatty et l'entrée Est de la Vallée de la Mort (Death Valley).
Elle a été fondée en 1904 dans le cadre de la ruée vers l'or, a connu son apogée en 1907-1908 (entre 8 000 et  10 000 habitants) puis a été subitement désertée pour des raisons économiques. Ses ruines ont servi de décor pour une scène du film The Island.

## Caractéristiques
La principale caractéristique de Rhyolite est d'avoir été bâtie en matériaux typés béton, contrairement à la plupart des villes fantômes issues de la ruée vers l'or faites de tentes et de quelques bâtiments en bois.
Rhyolite a été fondée en 1904. En trois ans, elle est devenue une métropole reliée par 3 lignes de chemin de fer, comptant des hôtels, des restaurants, des magasins, 50 saloons, des banques, un opéra, des salles de spectacles, trois compagnies de distribution d'eau, trois agences de presses, des bureaux d'avocats, une école ayant jusqu'à 250 élèves, l'électricité, l'éclairage public et même une piscine dont l'eau était changée quotidiennement et ce en plein désert. Elle était pressentie pour devenir le Chicago de l'ouest. En 1908, ses habitants l'ont soudainement désertée, abandonnant ses bâtiments dont il ne reste aujourd'hui que quelques vestiges.
L'essor si fulgurant d'une ville suivie de son abandon aussi brutal est unique dans l'histoire de la ruée vers l'or.

## Évolution

### Population
| Date            | Population |
| --------------- | ---------- |
| fin mars 1905   | 500        |
| 8 avril 1906    | 1 200      |
| 22 avril 1906   | 1 500      |
| 15 juin 1906    | 1 500      |
| 18 janvier 1907 | 3 500      |
| 1908            | 8 000 (*)  |
| 1910            | 675        |
| 1920            | 14         |
| 1924            | 0          |

(*) Selon les sources, la population maximale de Rhyolite varie entre 3 500 et 10 000 habitants lorsque la ville a atteint son apogée. Certaines sources mentionnent qu'il y aurait eu 8 000 habitants en 1908 ; D'autres qu'il n'y en aurait eu que 3 500, le chiffre de 10 000 provenant de projections établies en 1907.

### Chronologie des principaux faits[4]
Rhyolite a été établie dans le district de Bullfrog, dans la foulée de la création de 6 hameaux miniers :  Original Bullfrog, Amargosa, Bullfrog, Bonanza, Gold Center et Beatty. Seule la ville de Beatty existe encore aujourd'hui.

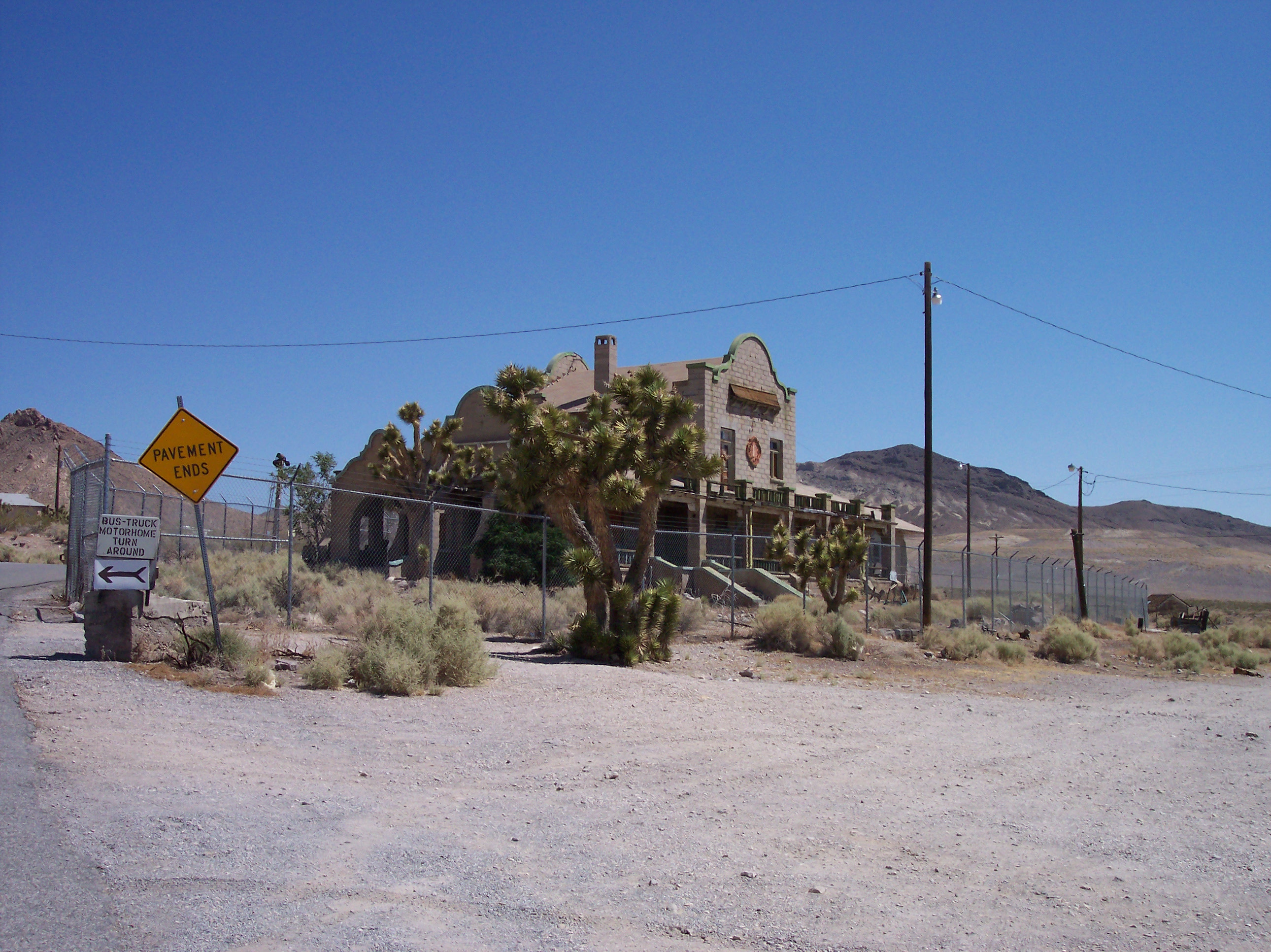
« Las Vegas & Tonopah Passenger Depot », la gare de Rhyolite.

- 4 août 1904 : Création de Original Bullfrog
- octobre 1904 : Amargosa est établie à proximité de Original Bullfrog ; un second hameau dénommé lui aussi Bullfrog est créé quelques miles plus à l'Est.
- 16 octobre 1904 : Len McGarry ouvre le premier magasin dans le district de Bullfrog, à Amargosa
- novembre 1904 : À proximité du hameau de Bonanza et à 1 mile de Bullfrog, un terrain destiné à être bâti est délimité. Ce terrain deviendra Rhyolite.
- 15 janvier 1905 : Le terrain de Rhyolite est aménagé en 36 parcelles.
- 10 février 1905 : Amargosa est reliée par téléphone à la ville de Goldfield.
- 7 mars 1905 : Mise en place d'une étape de diligences qui relient le district de Bullfrog à Las Vegas.
- 19 mars 1905 : Déplacement de l'ensemble des habitants d'Amargosa et de Original Bullfrog vers Bullfrog. La raison de ce déplacement était la proximité trop grande de la mine d'or (Original Bullfrog Mine), ce qui entraînait des risques pour la sécurité et le confort de ses habitants. Les habitations étant des tentes, ce déménagement a pu se faire très rapidement.
- 24 mars 1905 : Premier assassinat dans le district de Bullfrog : décès du sheriff Manon
- mai 1905 : La John S. Cook Bank achète une parcelle à Rhyolite. Le même mois, le téléphone est installé à Rhyolite ainsi qu'une liaison automobile vers Goldfield et vers Las Vegas.
- 11 juin 1905 : Premier match de baseball : Rhyolite 10 - Beatty 6.
- 17 juin 1905 : Inauguration du bureau de poste de Rhyolite.
- 1er juillet 1905 : Ouverture du Southern Hotel à Rhyolite.
- juillet 1905 : les Commissaires de Comté établissent officiellement la ville de Rhyolite.
- août 1905 : Rhyolite est approvisionnée en eau. Son école, son hôpital et sa piscine sont ouvertes.
- septembre 1905 : le sénateur Stewart s'installe à Bullfrog.
- 22 septembre 1905 : Naissance du premier bébé à Rhyolite, une petite fille qui sera prénommée Rhyolite.
- février 1906 : La maison de bouteilles de Tom Kelly est terminée à Rhyolite.
- 21 octobre 1906 : Le premier train arrive à Beatty.
- 31 octobre 1906 : Premier convoi d'or par train quitte Beatty. 42 tonnes.
- mars 1907 : la prison de Rhyolite est terminée.
- 25 avril 1907 : L'électricité est distribuée à Rhyolite.
- juin 1908 : La gare de Rhyolite « Las Vegas & Tonopah Passenger Depot » est inaugurée.
- décembre 1908 : Le bâtiment de la nouvelle école de Rhyolite est terminé.
- 30 avril 1910 : L'éclairage public est éteint.
- 14 mai 1910 : Le magasin Porter Bros. ferme.
- 8 avril 1911 : Le journal « Rhyolite Herald » n'est plus imprimé.
- 15 septembre 1919 : Le service de poste de Rhyolite est interrompu.
- 1924 : Le dernier habitant de Rhyolite décède.

## Causes de l'abandon de Rhyolite

### La légende
Selon la légende, la présence de minerais d'or dans les mines de la région aurait été largement surévaluée au moment de la création de Rhyolite. Au plus fort de son apogée, un chercheur d'or serait revenu bredouille de la mine et se serait écrié « Il n'y a plus d'or ici », puis un deuxième, puis un troisième. Les habitants auraient alors fait leurs bagages et auraient abandonné la ville comme s'il ne s'agissait que d'un simple campement de tentes.

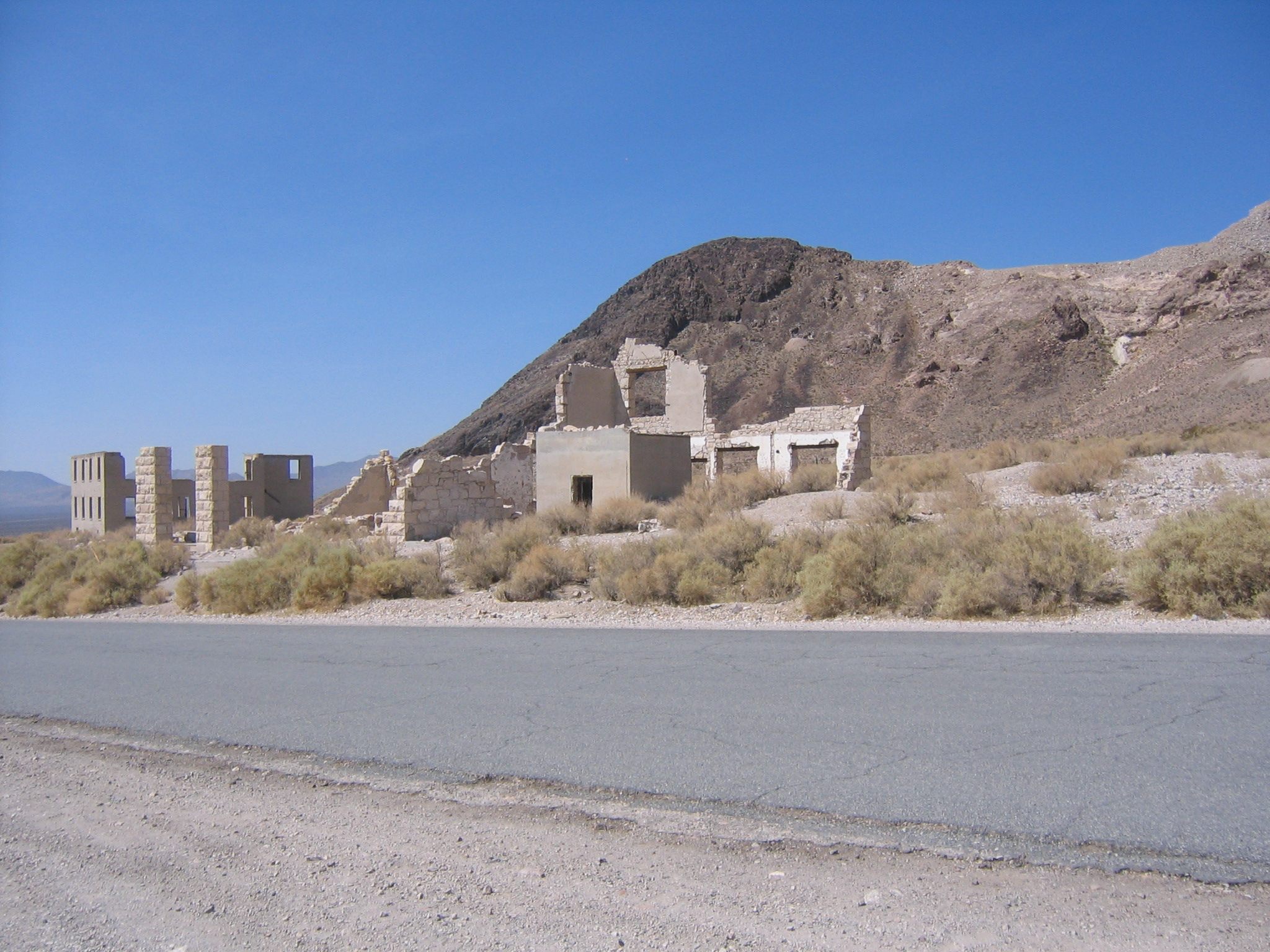
Rhyolite.

### Causes probables
Il est plus vraisemblable que l'abandon de Rhyolite soit la conjonction de trois causes :
- L'optimisme : La ville a été bâtie sur l'optimisme de ses habitants, plus que sur des calculs rationnels. Dès que l'optimisme disparaît, ce qui arrivera à la suite des deux causes suivantes, la ville cesse de se développer.
- Le tremblement de terre de San Francisco : le 18 avril 1906 a lieu le grand tremblement de terre à San Francisco qui a eu un impact économique sur toute la Californie. Les capitaux nécessaires à la reconstruction de la ville sont déviés des régions minières qui avaient pourtant besoin de nouveaux investissements.
- La panique boursière de 1907 : le 21 octobre 1907, la « Panique des banquiers » s'empare des États-Unis. Des banques font faillite et certains capitaux nécessaires aux investissements miniers deviennent indisponibles.

Les deux dernières causes ralentiront fortement l'activité des mines de Rhyolite. Bon nombre de mineurs se trouveront sans travail et quitteront la ville. Les magasins fermeront par manque de clients, les investisseurs chercheront de meilleurs placements ailleurs et, petit à petit, la ville s'éteindra.